# Festival interceltique de Lorient 1971
La 1re édition du Festival interceltique de Lorient, qui se déroule du 3 au 8 août 1971 à Lorient, est un festival de musique celtique. Il s'appelle alors « Fête des Cornemuses » et remplace le festival international des cornemuses qui se tenait à Brest depuis 1953. Il est organisé par le Comité des Fêtes de Lorient, qui avait créé la « Fête des Ports bretons » deux ans plus tôt. Les principales têtes d'affiches de cette édition sont, entre autres, Alan Stivell et The Dubliners.
Plusieurs spectacles se déroulent dans le centre-ville de Lorient, notamment sur la place de l'Hôtel de Ville et au Palais des Congrès. D'autres activités, telles que des cotriades, une fête foraine et des  festoù-noz, sont également proposées. Cette manifestation, qui a servi d'édition-test, s'avère être une réussite selon Polig Monjarret (président de l'association Bodadeg ar Sonerion) et différents médias.

## Contexte
Plusieurs festivals de musiques bretonnes se développent en Basse-Bretagne pendant la période de l'après-guerre. C'est, par exemple, le cas à Brest où le festival international des cornemuses est créé en 1953 par la Bodadeg ar Sonerion (BAS), la principale association de musique traditionnelle bretonne, pour fêter son dixième anniversaire. Cependant, à la suite du réaménagement de la place du château où se tient le festival de Brest et du conflit qui en résulte entre la mairie de Brest et la Bodadeg ar Sonerion, l'association cherche un nouveau lieu où implanter son concours et les villes de Nantes et de Saint-Malo se déclarent alors intéressées. 
À Lorient, l'union des commerçants et industriels et le cercle Brizeux lancent cette même année 1953 un « Triomphe de la duchesse Anne d'Armorique ». Il réunit quatorze bagadoù et trente-trois cercles quatre années de suite avant sa disparition. Début août 1969, la première « Fête des ports bretons » est organisée par le comité des fêtes de la ville de Lorient qui réunit trente bagadoù et cercles,. 
Lorsque la Bodadeg ar Sonerion cherche à relocaliser son festival du fait que la ville de Brest souhaite l'arrêter, plusieurs de ses responsables qui proviennent de la région de Lorient interviennent pour que celui-ci s'y implante. Polig Monjarret, président fondateur de la BAS, en propose alors la reprise à Pierre Guergadic, le président du Comité des Fêtes de Lorient, qui l'accepte. Un accord est également trouvé entre Monjarret et les responsables politiques de la ville. Après une édition-test réussie en 1970 sous le nom de « la Fête des Ports », la ville de Lorient accueille la manifestation.

## Programmation
La première édition du Festival interceltique de Lorient se déroule du 3 au 8 août 1971,,,, sous le nom de « Fête des Cornemuses », avec un budget de 350 000 francs et une garantie municipale de 50 000 francs en cas de dépassement.
La place de l'Hôtel de Ville et le Palais des Congrès accueillent les spectacles « Festival de folk song celtique », « Festival du folklore breton », « La Cornemuse dans le monde » (son et images), le Grand Fest Noz et le « Bal moderne ». Ils sont animés par des artistes tels qu'Alan Stivell, Gilles Servat, les Irlandais de The Dubliners, la chanteuse cornouaillaise Brenda Wootton avec John the Fish, le Bagad de Lann-Bihoué, le Bagad Bleimor, les sœurs Goadec, Maripol, Gweltaz Ar Fur ou encore le Ballet national roumain avec l'Orchestre de Radio Bucarest.  En invitant Alan Stivell « dont la réputation excède la sphère du folklore breton » ou The Dubliners, l'historienne et sociologue Catherine Bertho-Lavenir estime que les organisateurs de la fête des Cornemuses « inscrivent, ce faisant, le festival dans une économie contemporaine de la musique au moment où des maisons de disques internationales prennent en charge l'édition et la diffusion de formes nouvelles de la musique folk » et qu'ils « montrent leur désir non seulement de donner corps à l'espace « celtique », mais aussi de ne pas se couper du mouvement folk tel qu'il est promu par l'industrie internationale du disque et du spectacle ».

Quelques artistes du Festival interceltique de Lorient 1971
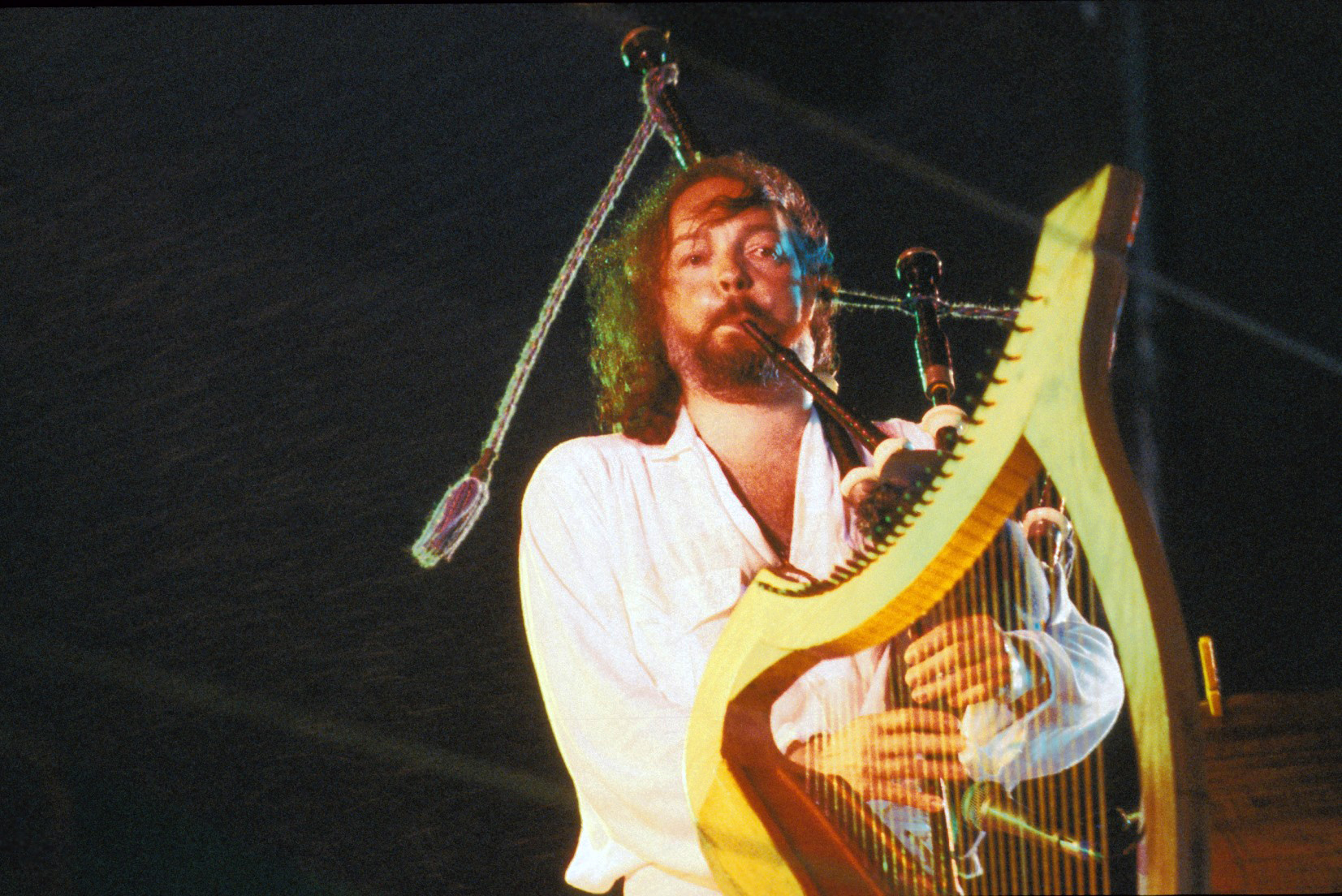
Alan Stivell
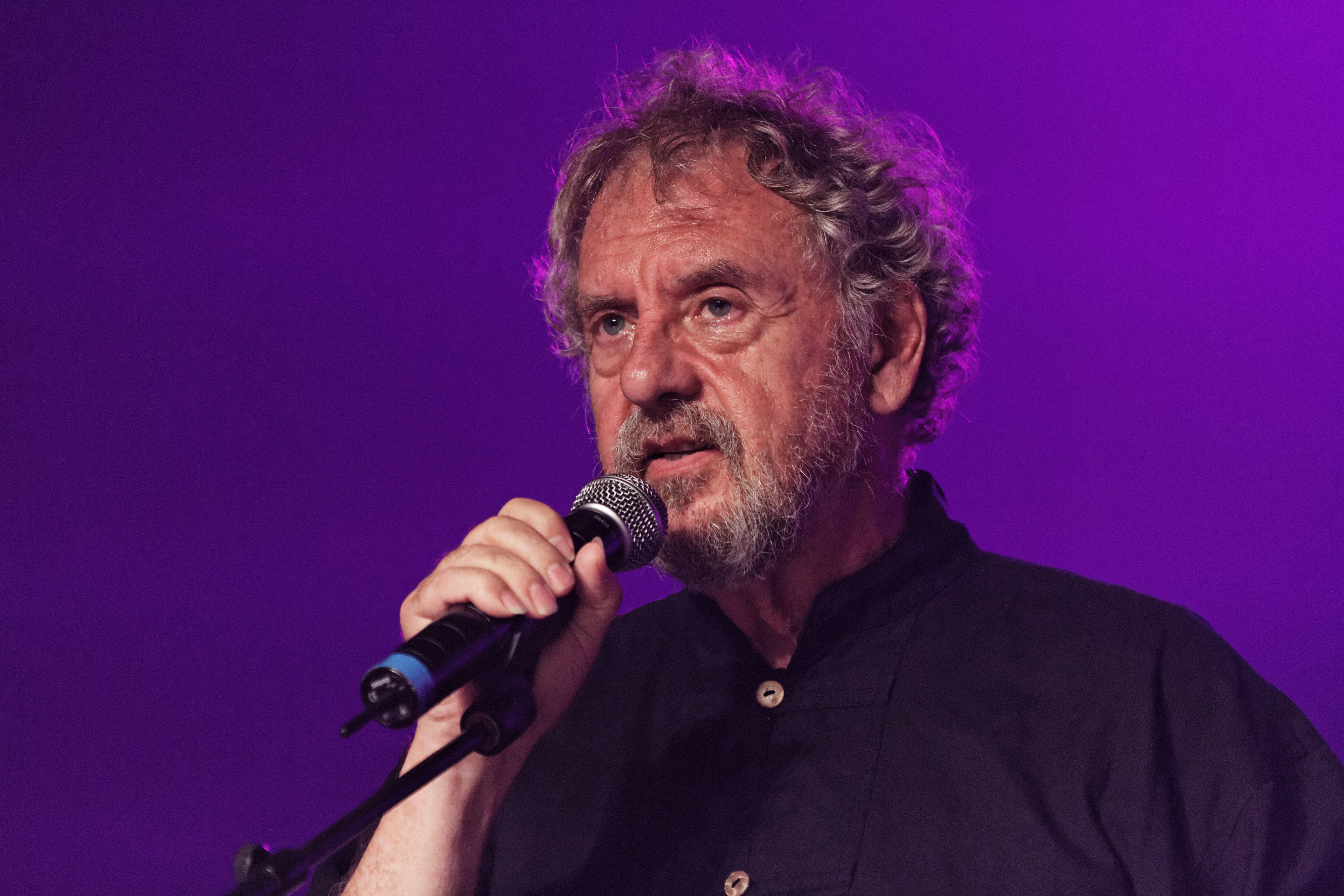
Gilles Servat
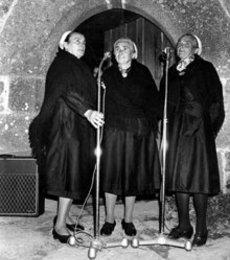
Les sœurs Goadec
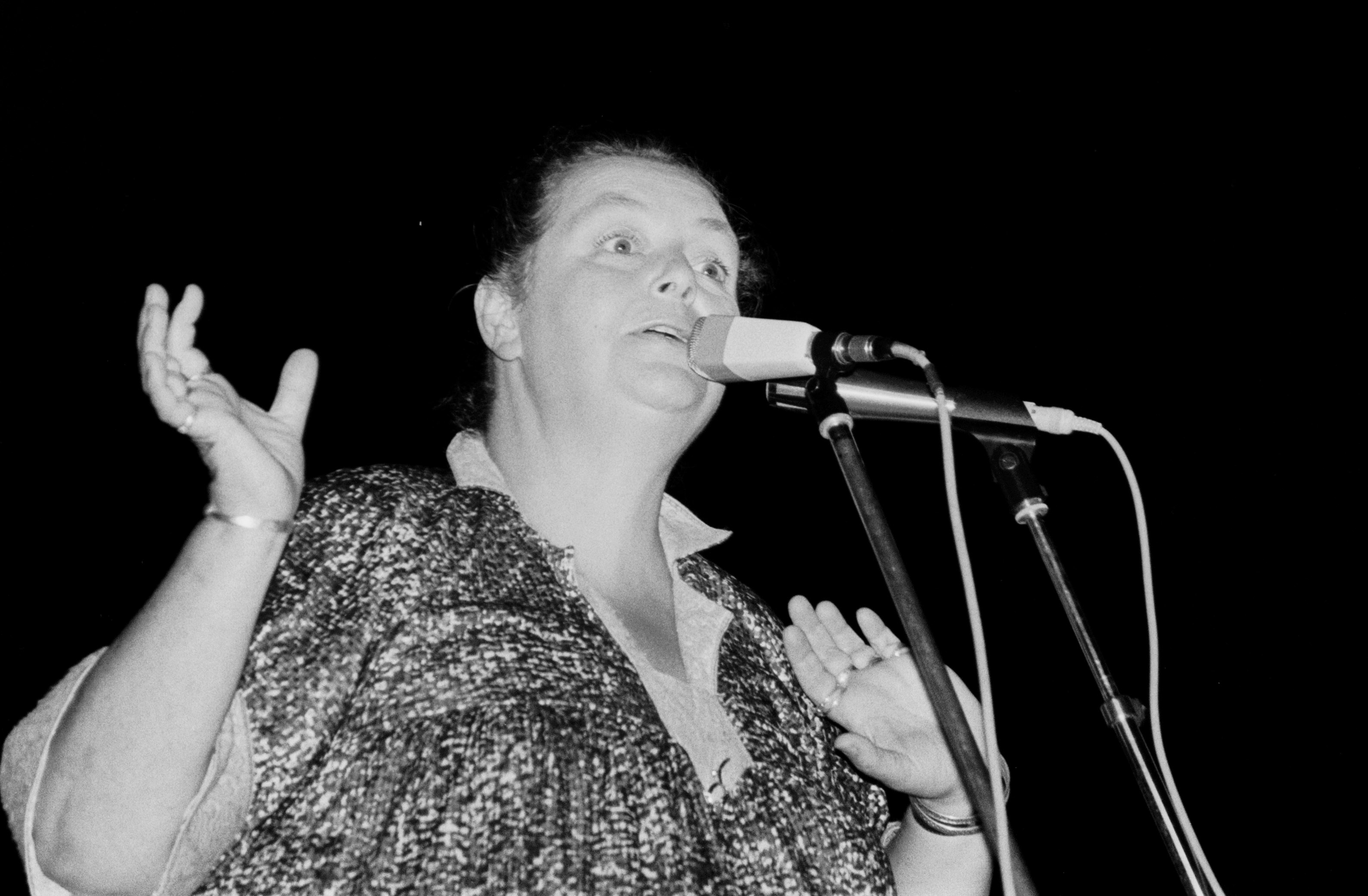
Brenda Wootton
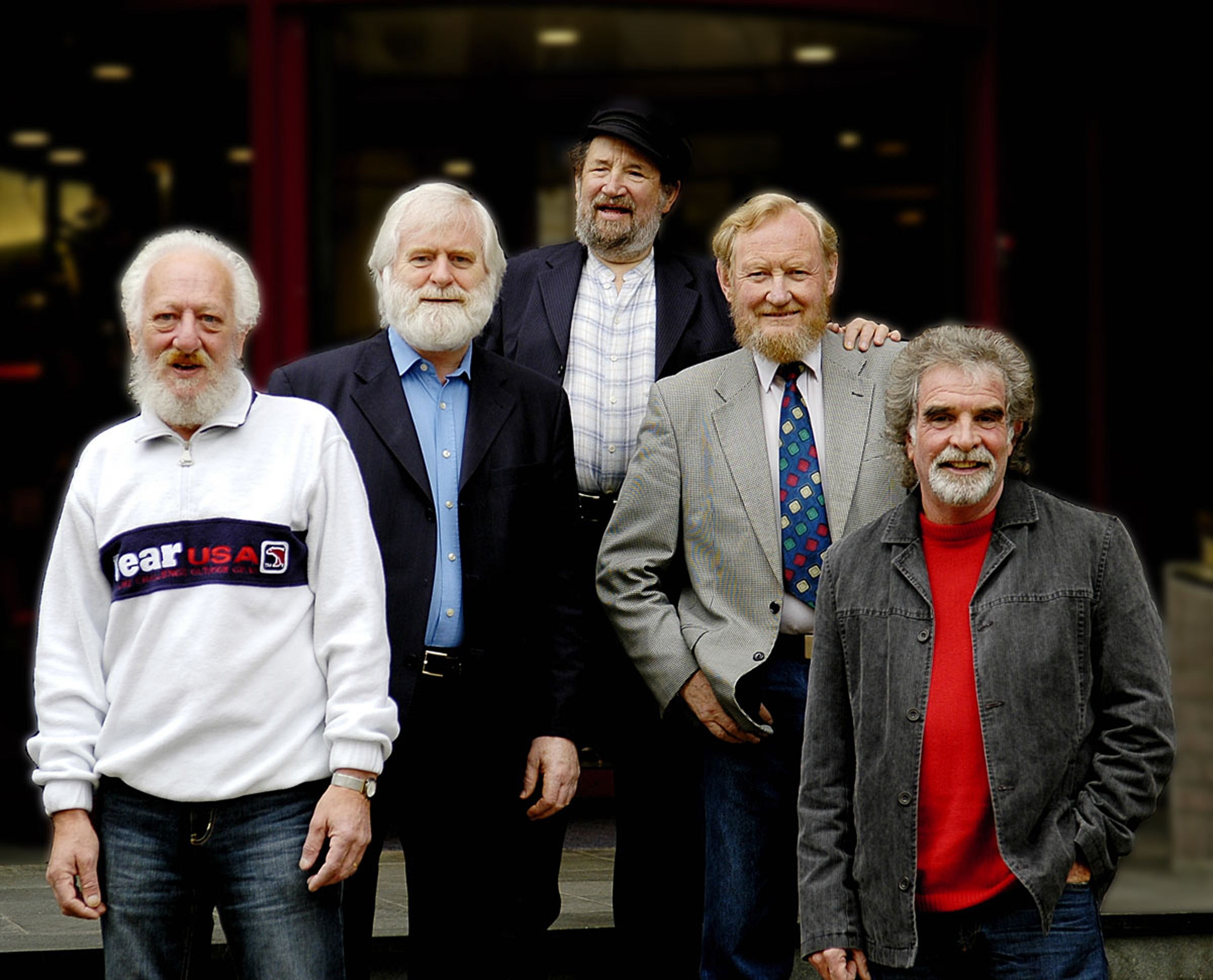
The Dubliners

Quelque 30 000 spectateurs assistent au grand défilé qui rassemble 30 cercles et une quinzaine de bagadoù dans les rues de la ville ; ils sont encore 4 000 à regarder à guichets fermés le Festival du Folklore sur la place de la Mairie. Un mini-concours de sonneurs en couples est suivi par environ 400 personnes. De plus, la finale du championnat des bagadoù attire près d'un millier de personnes. Elle est remportée par la Kevrenn Brest Sant Mark pour la huitième fois, et la deuxième année consécutive.
Durant le festival, d'autres activités sont proposées, telles que des visites nocturnes de la rade de Lorient en vedette et des cotriades dans les restaurants du port de pêche. Il y a également un fest-noz quotidien, des projections de films au cinéma Le Royal, le championnat fédéral de lutte bretonne et une messe en breton donnée dans l'église Saint-Louis le dimanche matin. Une fête foraine est également installée au niveau de la place Nayel durant les festivités, à la suite de la proposition de Pierre Guergadic aux forains de compléter la programmation créée autour de la culture bretonne. Un grand feu d'artifice sur le bassin à flot clôt le festival.

## Bilan
L'expérience est alors considérée comme un succès et le festival est reconduit l'année suivante. Dans l'édition du 9 août 1971, le journal Ouest-France fait un compte-rendu de la Fête des Cornemuses sous le titre « Le premier Festival des cornemuses de Lorient ». En un sens, cette manifestation réussie a servi d'édition-test. Polig Monjarret, alors président de l'association Bodadeg ar Sonerion, déclare que « pour une implantation solide et durable, cette première se devait d'être une réussite. Le bénéfice substantiel enregistré en est le meilleur garant ». De son côté, le journaliste Pierre-Jakez Hélias déclare avoir assisté à « des départs autrement difficiles » tels que ceux des fêtes de Quimper et de Brest. Le mensuel Armor Magazine estime que « Lorient a repris avec brio le relais de la fête des cornemuses qui lui a été transmis par Brest », devenant « cette année un des hauts-lieux de la bretonnité ».